# Jaguar X150
Der X150 ist ein Fahrzeug der Oberklasse, das vom britischen Automobilhersteller Jaguar produziert wurde. Der X150 wurde unter der Bezeichnung Jaguar XK in den Karosserievarianten Coupé und Cabriolet verkauft und in drei Leistungsstufen angeboten. Es ersetzt seinen Vorgänger XK8.
Der XK wurde auf der IAA 2005 vorgestellt und erschien im März 2006, zunächst mit 4,2 l V8-Motor. Dabei blieb der Motor gegenüber dem Vorgänger weitgehend unverändert. Mitte 2007 folgte eine auf 3,5 l Hubraum verkleinerte Version des 4,2 l-Motors. Im Februar 2009 wurde der Motor auf 5 Liter Hubraum vergrößert, was zu einer erheblichen Leistungssteigerung führte.
Im Juli 2014 lief die Produktion ohne einen Nachfolger aus.

## Allgemeines
Die aus Aluminium bestehende Karosserie wurde unter dem Jaguar-Designchef Ian Callum entworfen und zeigt das neue und modernere Design Jaguars. Durch die Gewichtsersparnis gegenüber dem Vorgänger kann der Wagen bessere Fahrleistungen erzielen. Während das Äußere die Abkehr von den klassischen Formen verdeutlichen soll, wurde das Interieur Jaguar-typisch mit verschiedenen Holz- und Lederarten ausgestattet.
Mit dem XKR-S legte Jaguar eine limitierte Kleinserie (200 Exemplare) auf Basis des XKR auf. Der XKR-S weist die gleiche Leistung wie der XKR auf. Stattdessen hat Jaguar das Design des Wagens modifiziert. Tiefer gezogene Front- und Heckschürzen, neue Seitenschweller sowie ein Heckflügel setzen noch sportlichere Akzente. Zudem ist der XKR-S mit stärkeren, rennsporterprobten Alcon-Bremsen, einer direkteren ZF-Lenkung und mit einem Sportfahrwerk in Verbindung mit 20-Zoll-Rädern ausgestattet. Im August 2008 kam das Sondermodell für 116.900 € auf den deutschen Markt.
Auf der London Motor Show 2008 hatte ein zweites Sondermodell namens XK60 Premiere, das das sechzigjährige Bestehen der XK-Reihe symbolisiert. Es ist sowohl als Cabrio als auch als Coupé erhältlich. Der Motor entspricht dem 4.2. Zu den Ausstattungsmerkmalen der Jubiläumsausgabe gehören unter anderem 20-Zoll-Felgen, ein neuer Frontspoiler und zahlreiche Chromapplikationen. Gebaut wurde die Sonderedition ab Juli 2008.
Die Preise beliefen sich umgerechnet auf rund 77.000 Euro für das Coupé und etwa 85.000 Euro für das Cabriolet.

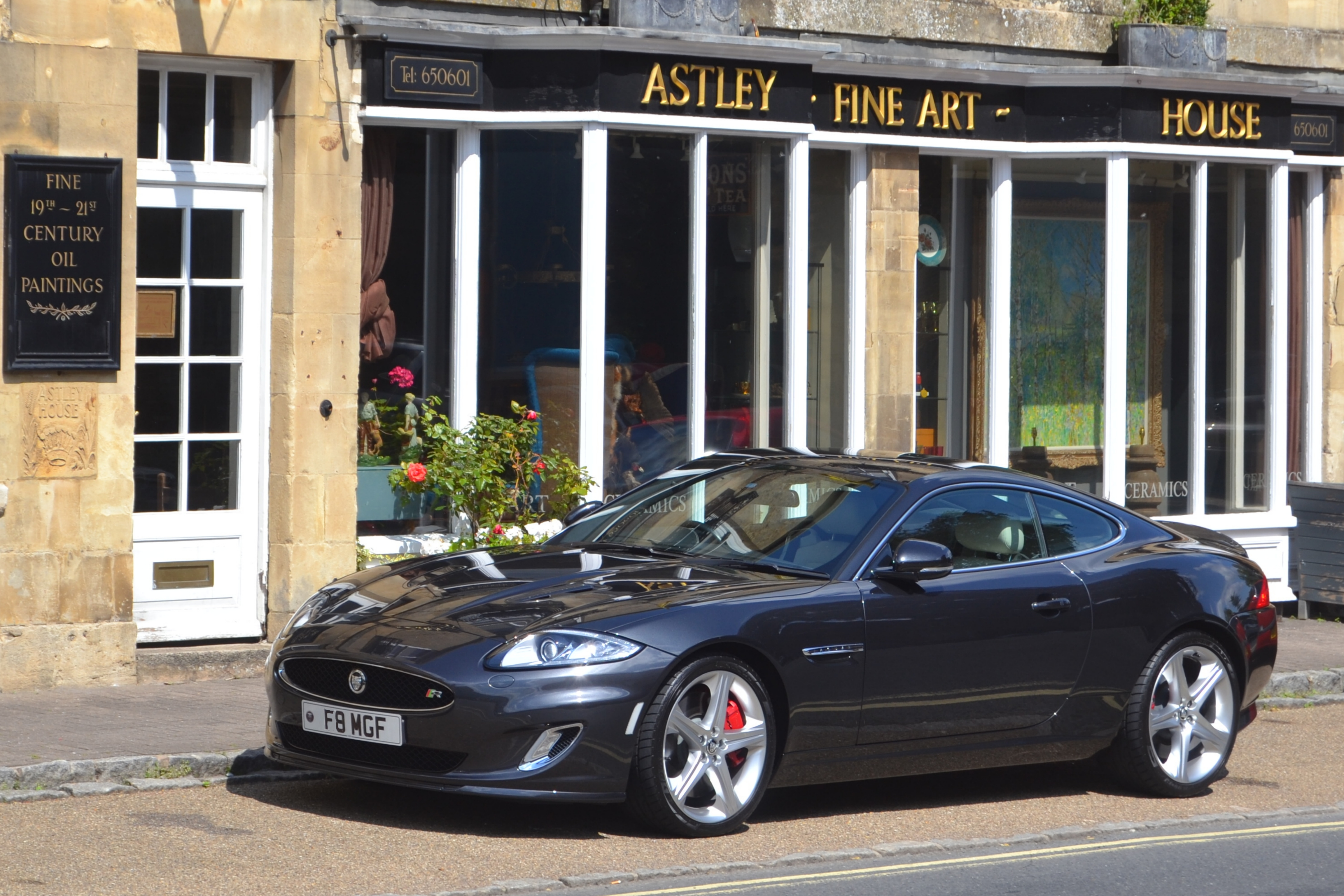
Jaguar XKR Coupé (2006–2009)
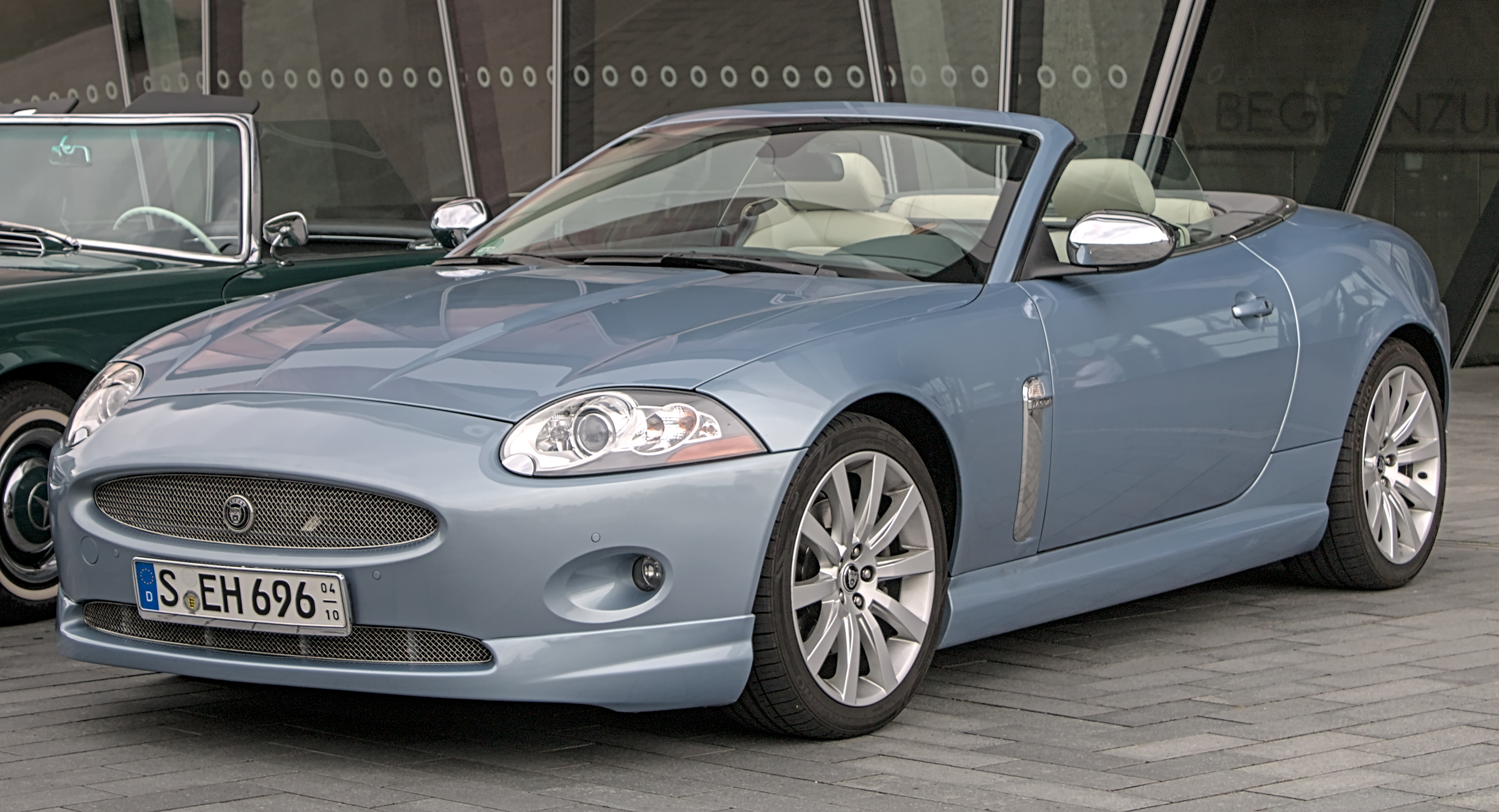
Jaguar XK Cabriolet (2006–2009)
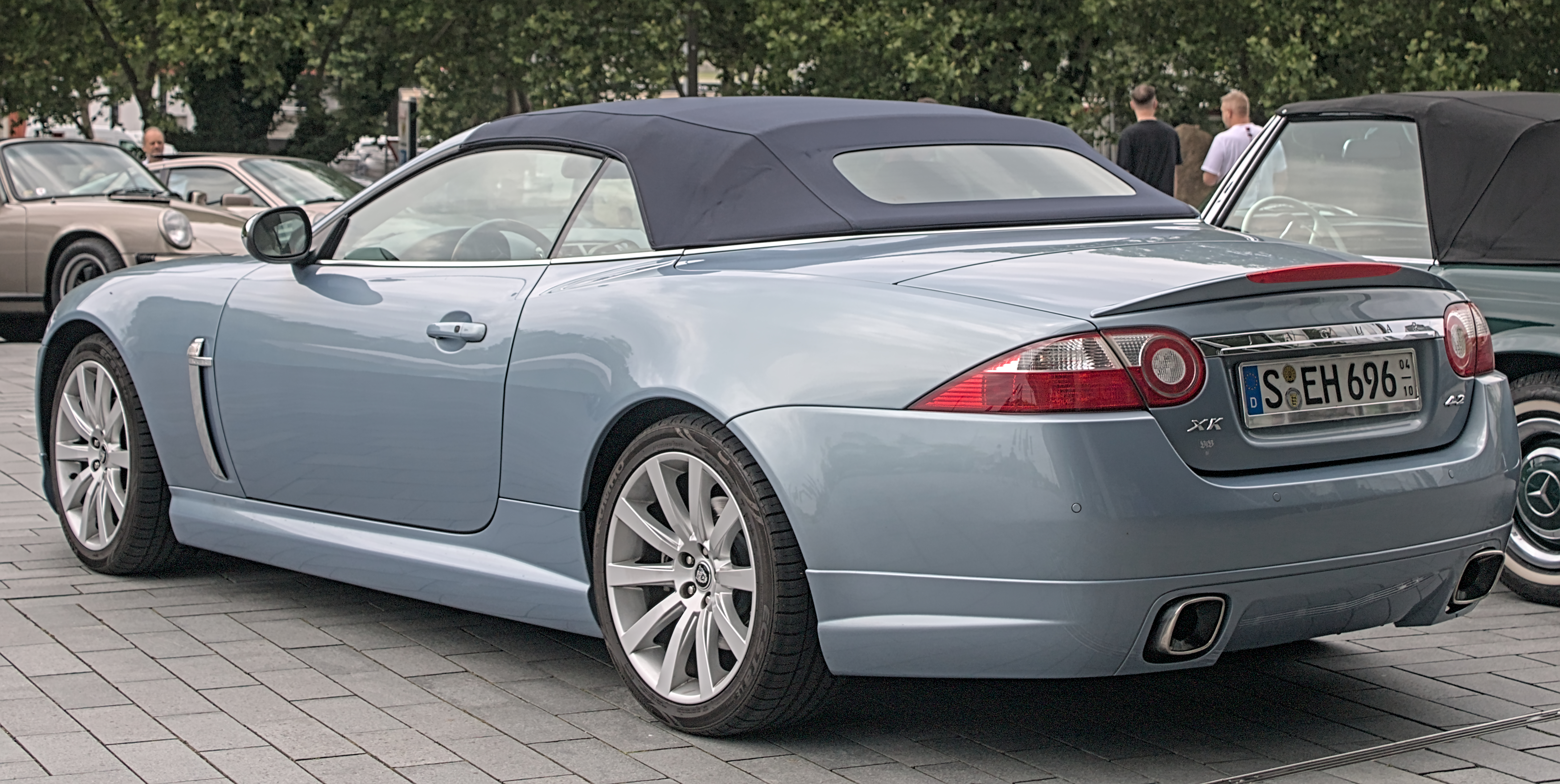
Heckansicht
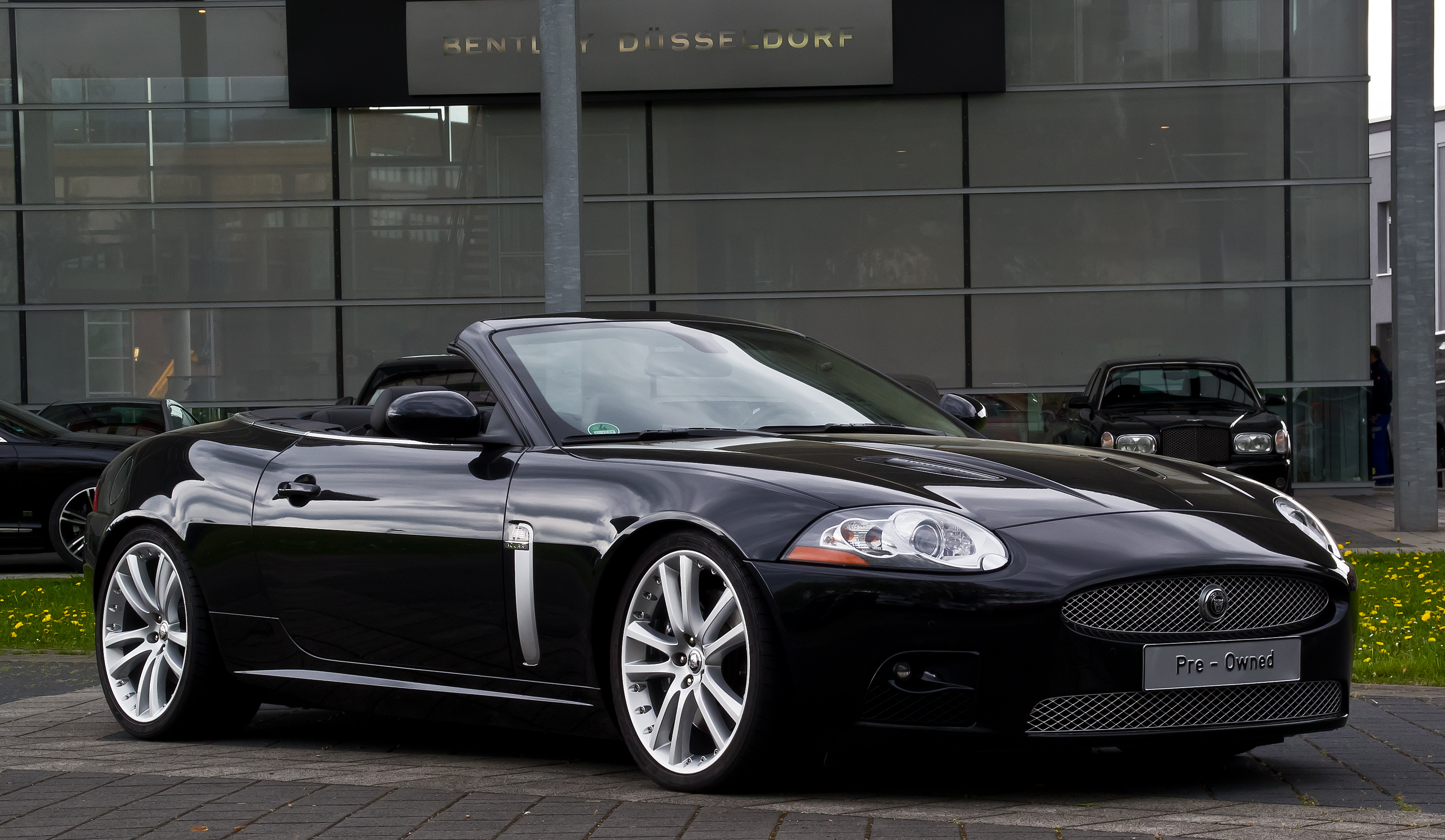
Jaguar XKR Cabriolet (2006–2009)
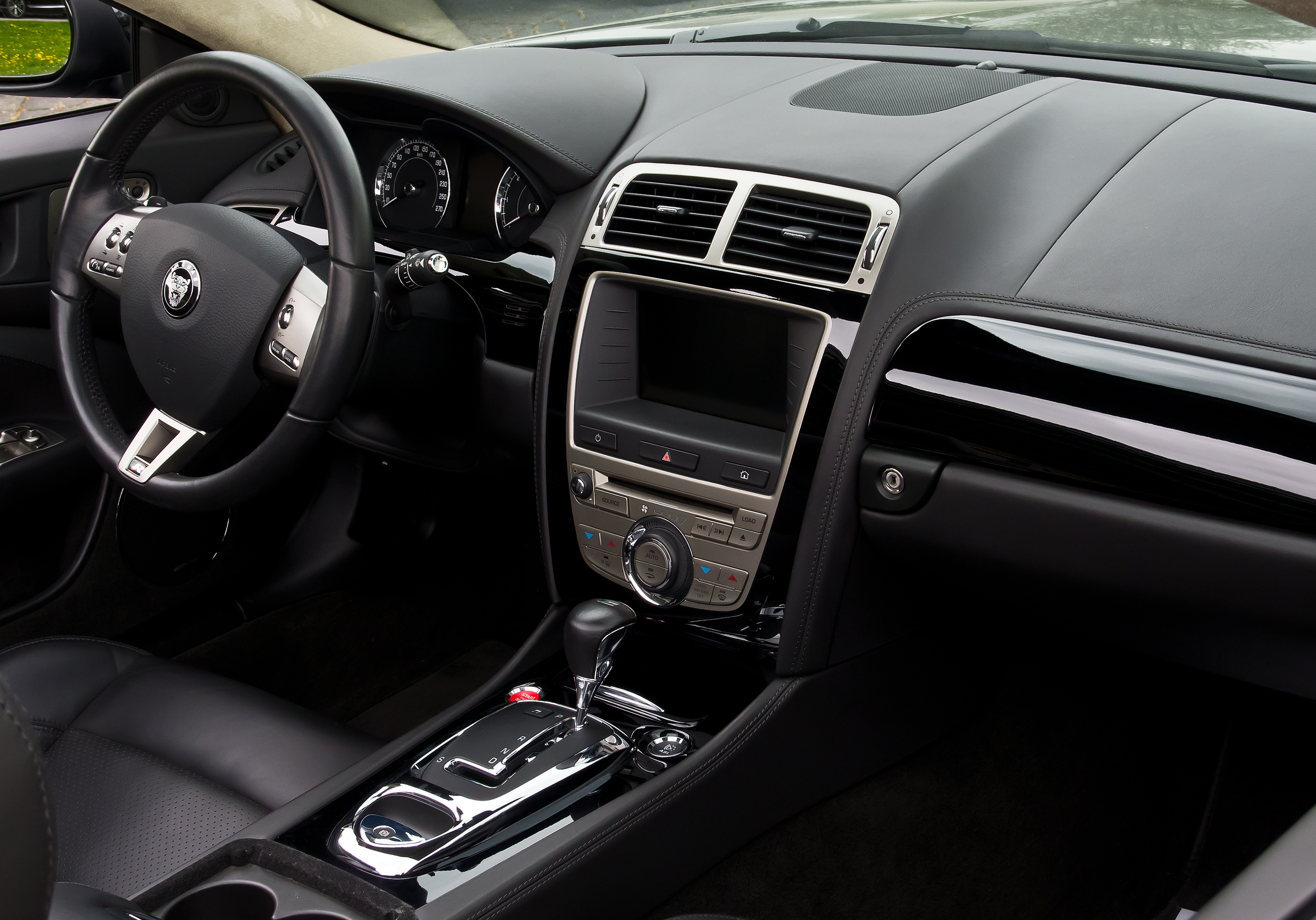
Innenraum

### Modellpflege
Ab Mitte 2007 wurden einzelne Änderungen am ursprünglichen Modell des XK durchgeführt. So ist unter anderem die klassische ausfahrbare Antenne am hinteren rechten Kotflügel entfallen und wurde ab diesem Zeitpunkt im Heckspoiler untergebracht. Des Weiteren wurden kleinere Änderungen am Interieur vorgenommen.
Im Februar 2009 wurde ein überarbeiteter XK eingeführt, der senkrechte Lüftungskiemen in der Frontschürze und LED-Blinklichter in den Außenspiegeln hat. Auch die Rückleuchten erhielten LED-Technik. Die Heckschürze wurde weiter nach unten gezogen. Die Auspuffendrohre wurden nun oval. Im Innenraum sind die Instrumente im Armaturenträger nun weiß beleuchtet. Außerdem entfiel seither der Automatikwählhebel in der Mittelkonsole, der durch den versenkbaren Drehknauf ersetzt wird. Mit der Modellpflege hielten auch neue Motoren Einzug in den XK.
Im September 2011 wurde die XK-Reihe erneut modifiziert.
Dabei wurden die Scheinwerfer verkleinert, neu gestaltet und erhielten hierbei nun LED-Tagfahrlicht. Der Kühlergrill wurde verändert sowie die neue Frontschürze mit seitlichen Lufteinlässen. Am Heck zog eine schmalere Chromleiste ein. Die Leuchten, die über LED-Technik verfügen, wurden neu gestaltet.
Parallel dazu wurde auch das neue Topmodell XKR-S eingeführt. Auf der L. A. Auto Show 2011 wurde zudem die Cabriovariante des XKR-S vorgestellt.

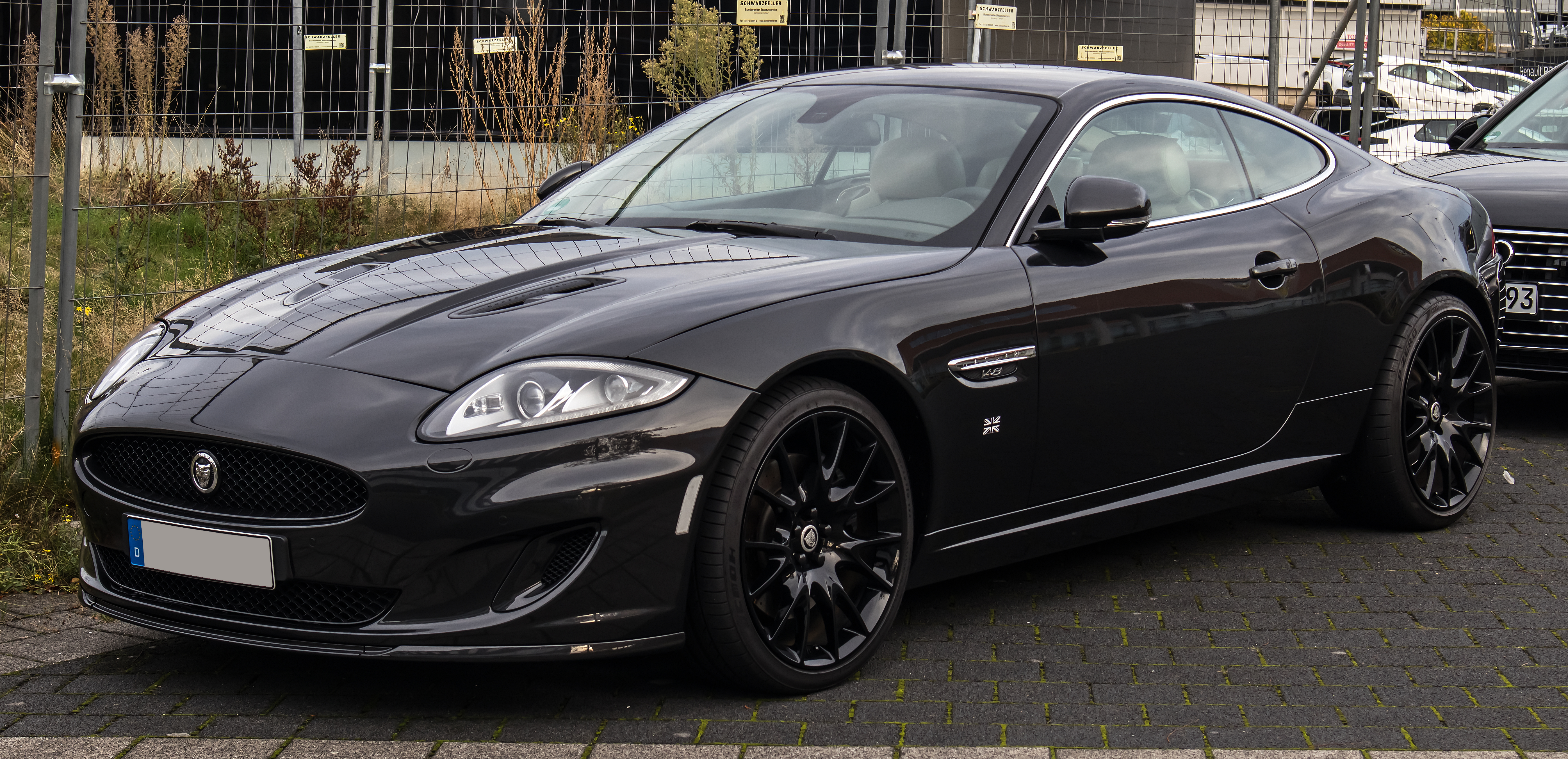
Jaguar XK Coupé (2011–2014)
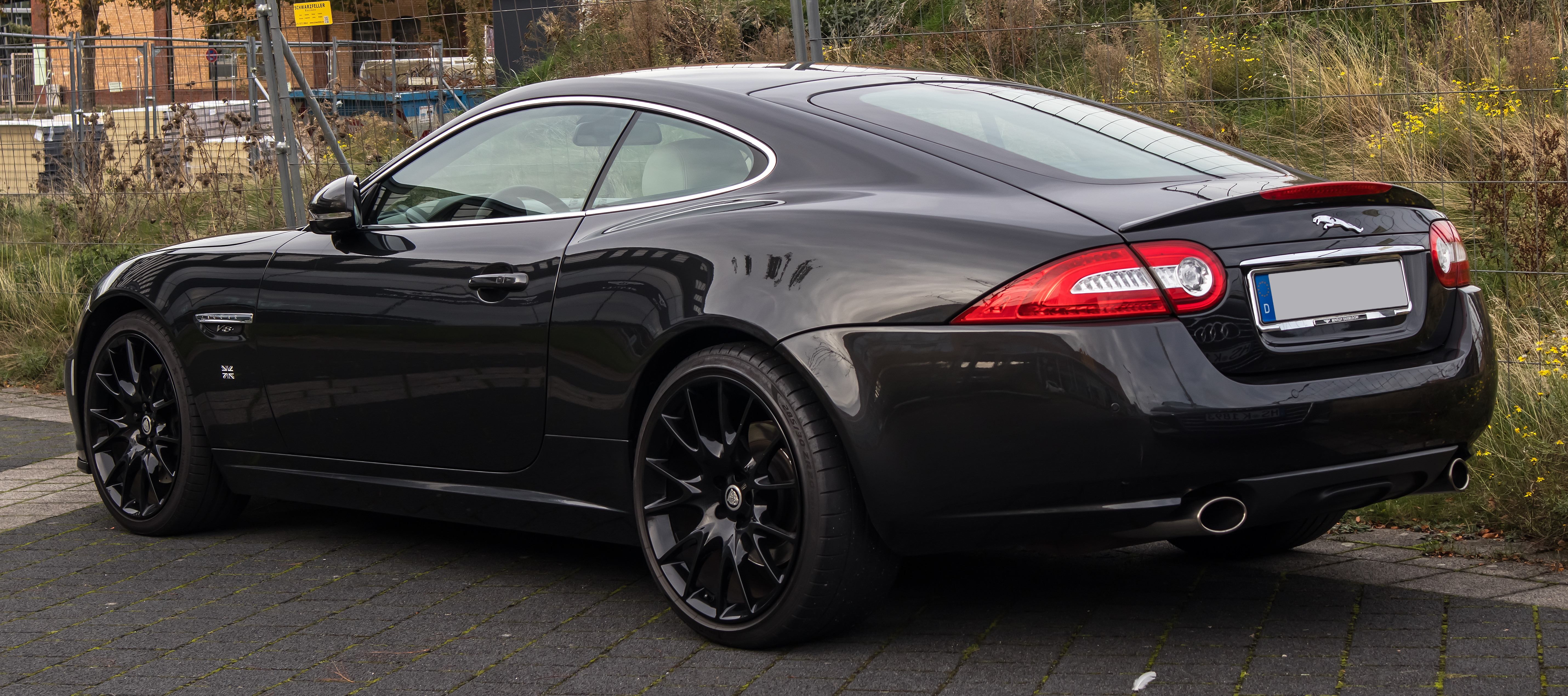
Heckansicht
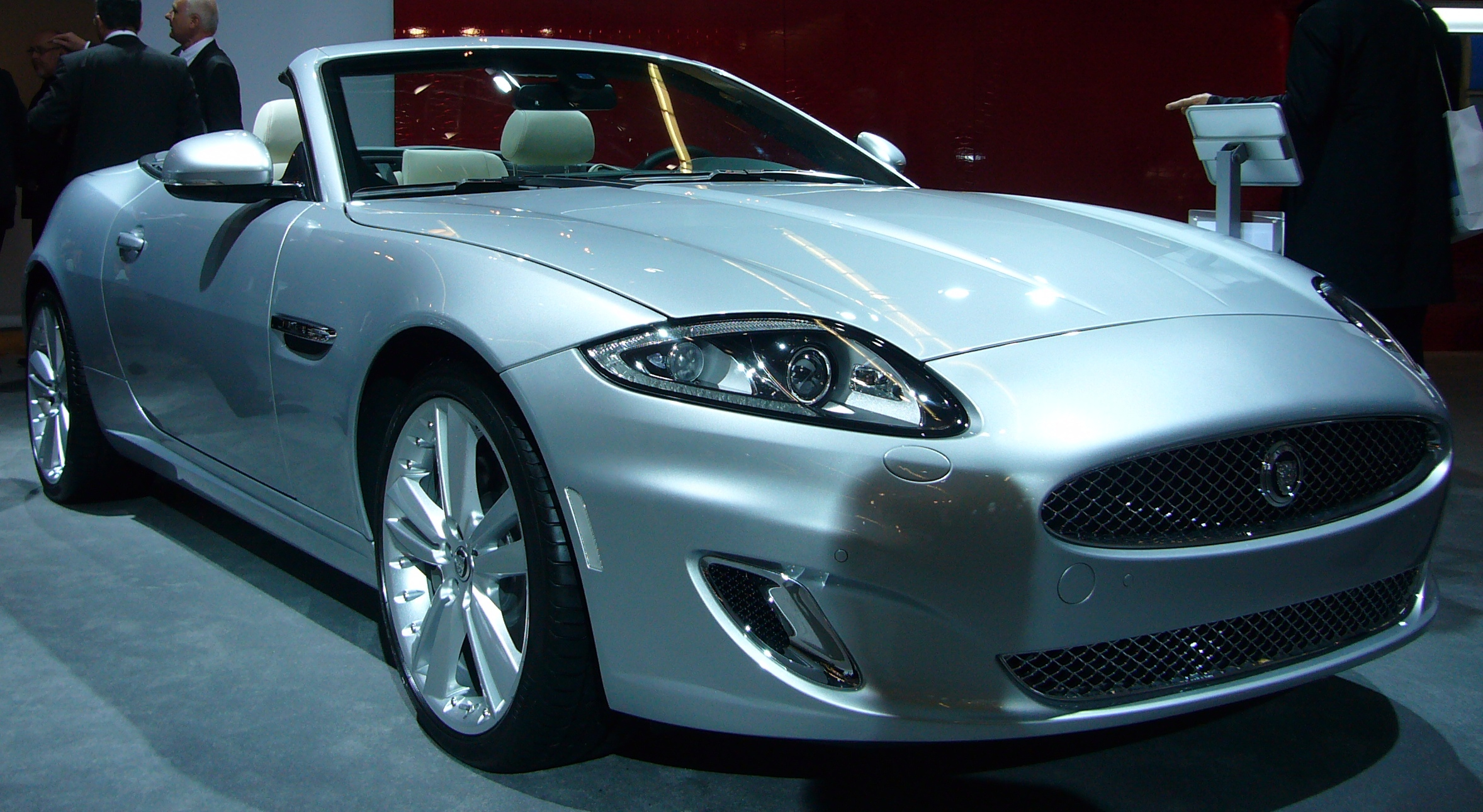
Jaguar XK Cabriolet (2011–2014)
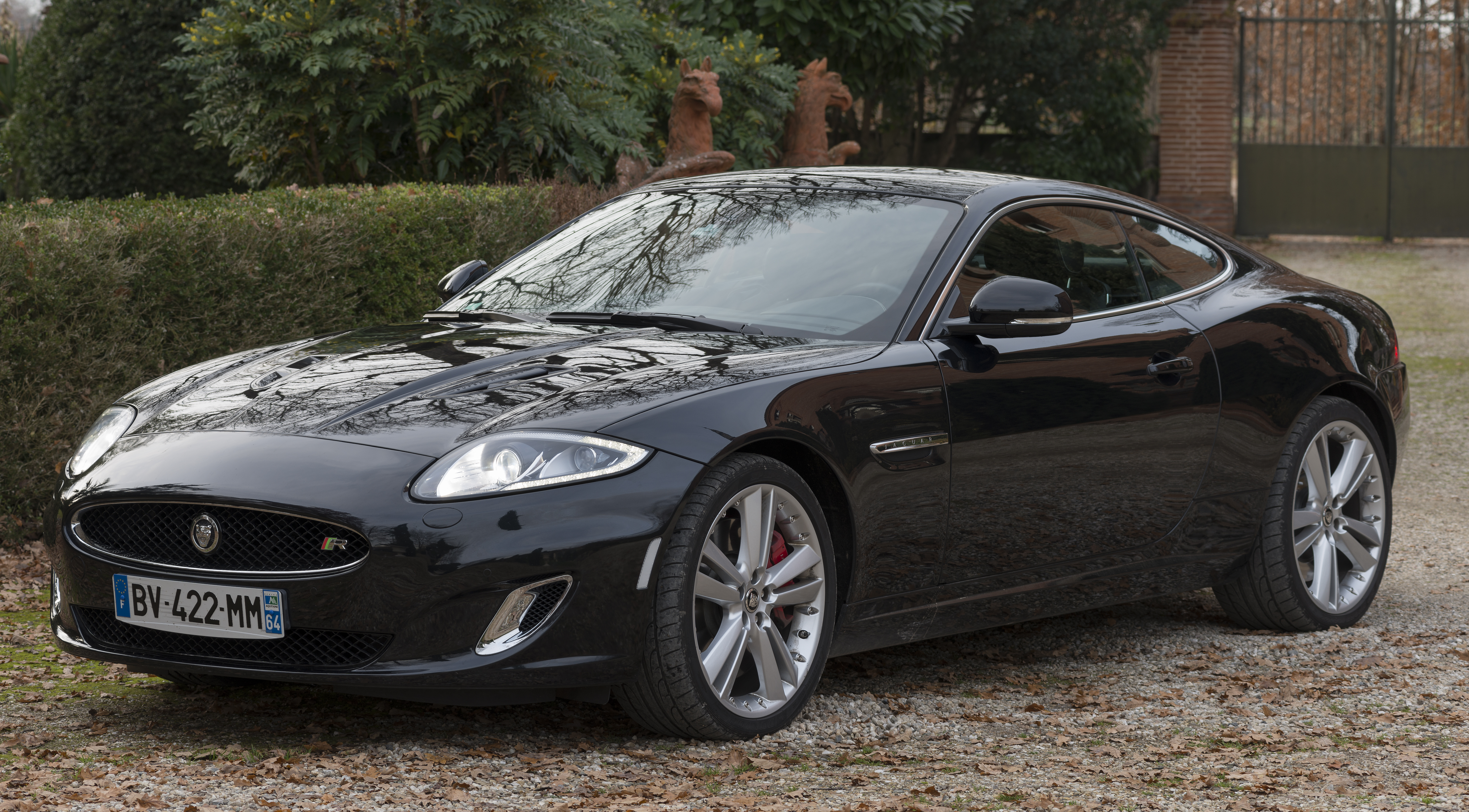
Jaguar XKR Coupé (2011–2014)
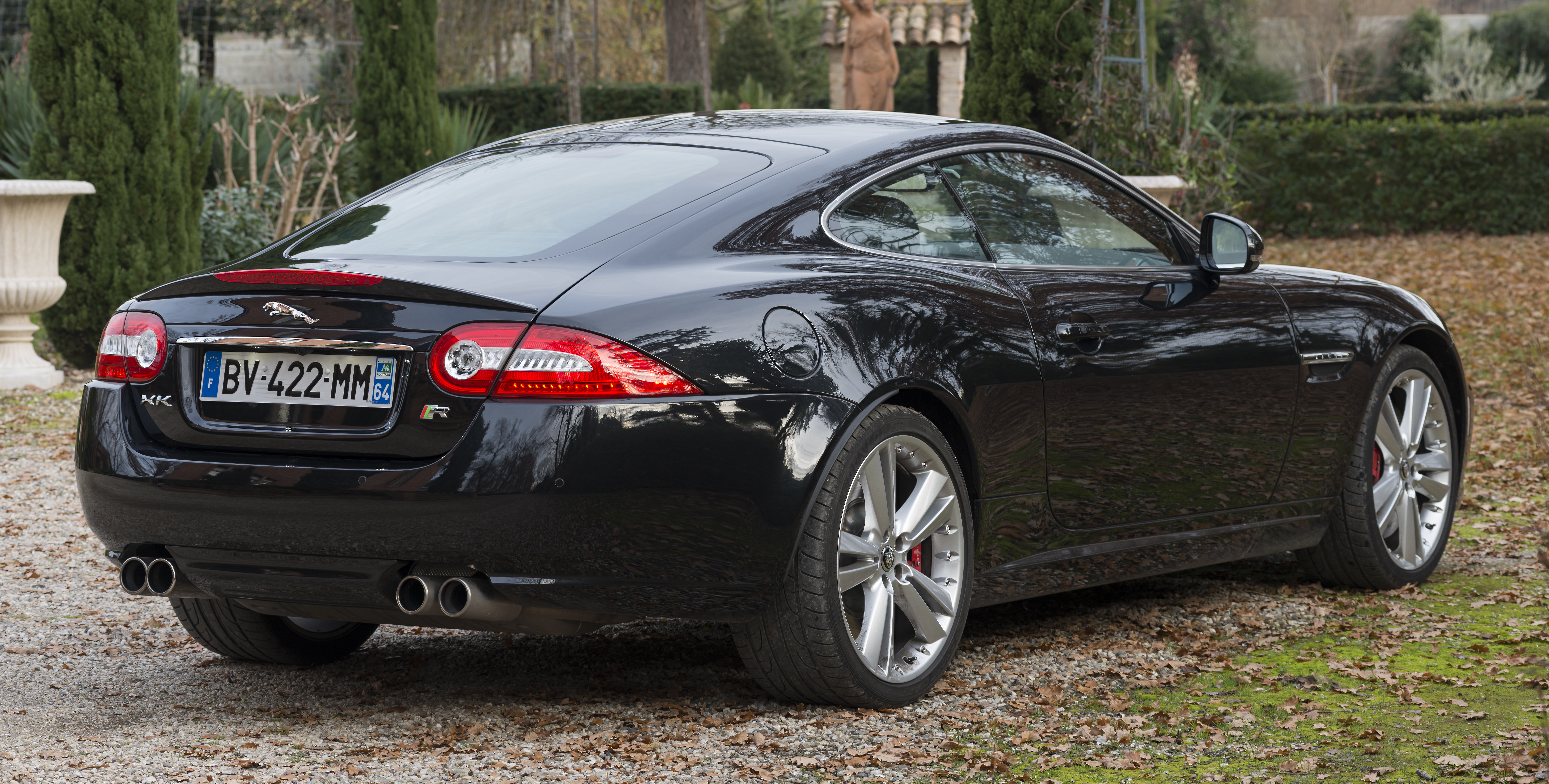
Heckansicht
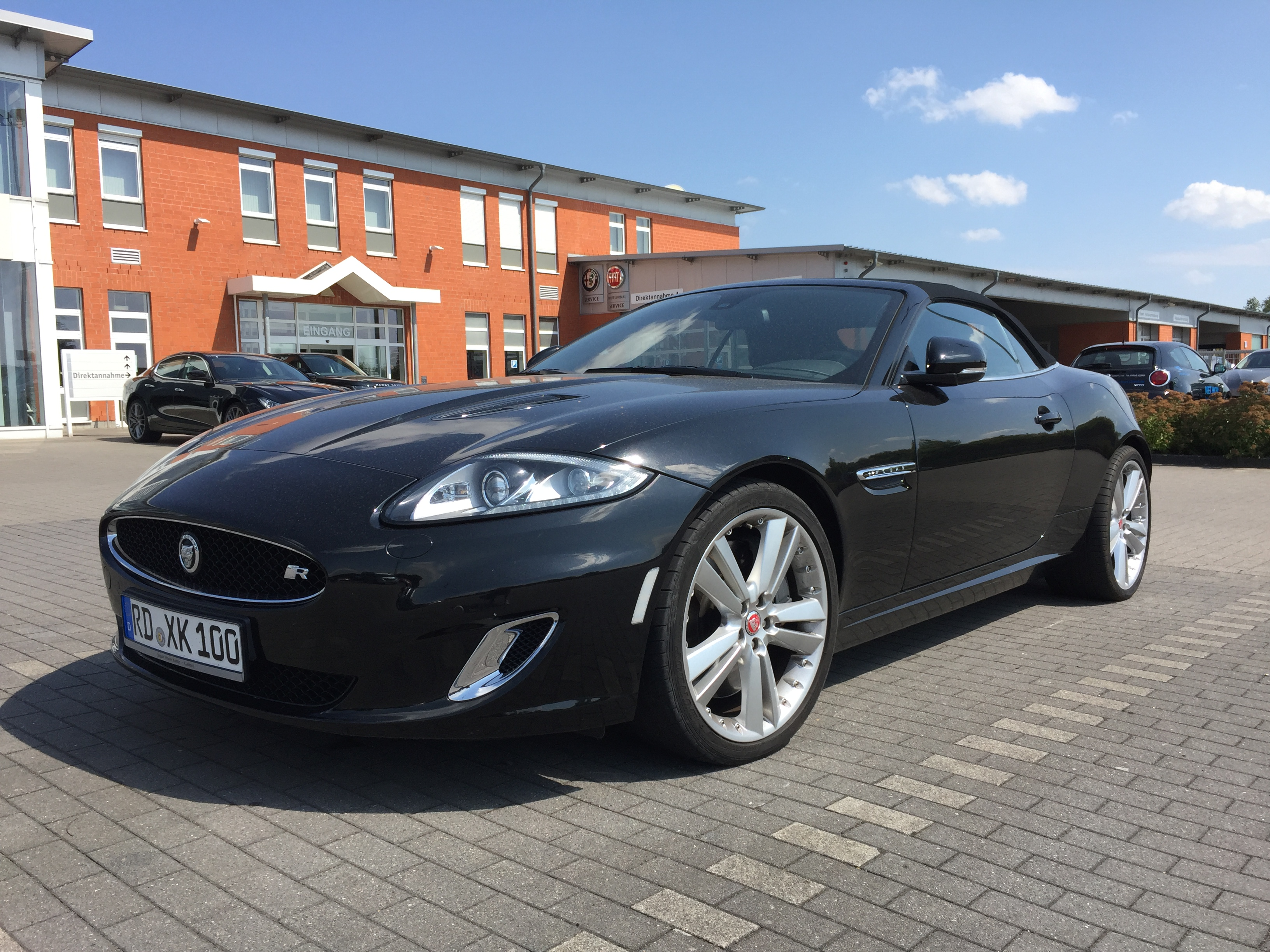
Jaguar XKR Cabriolet (2011–2014)
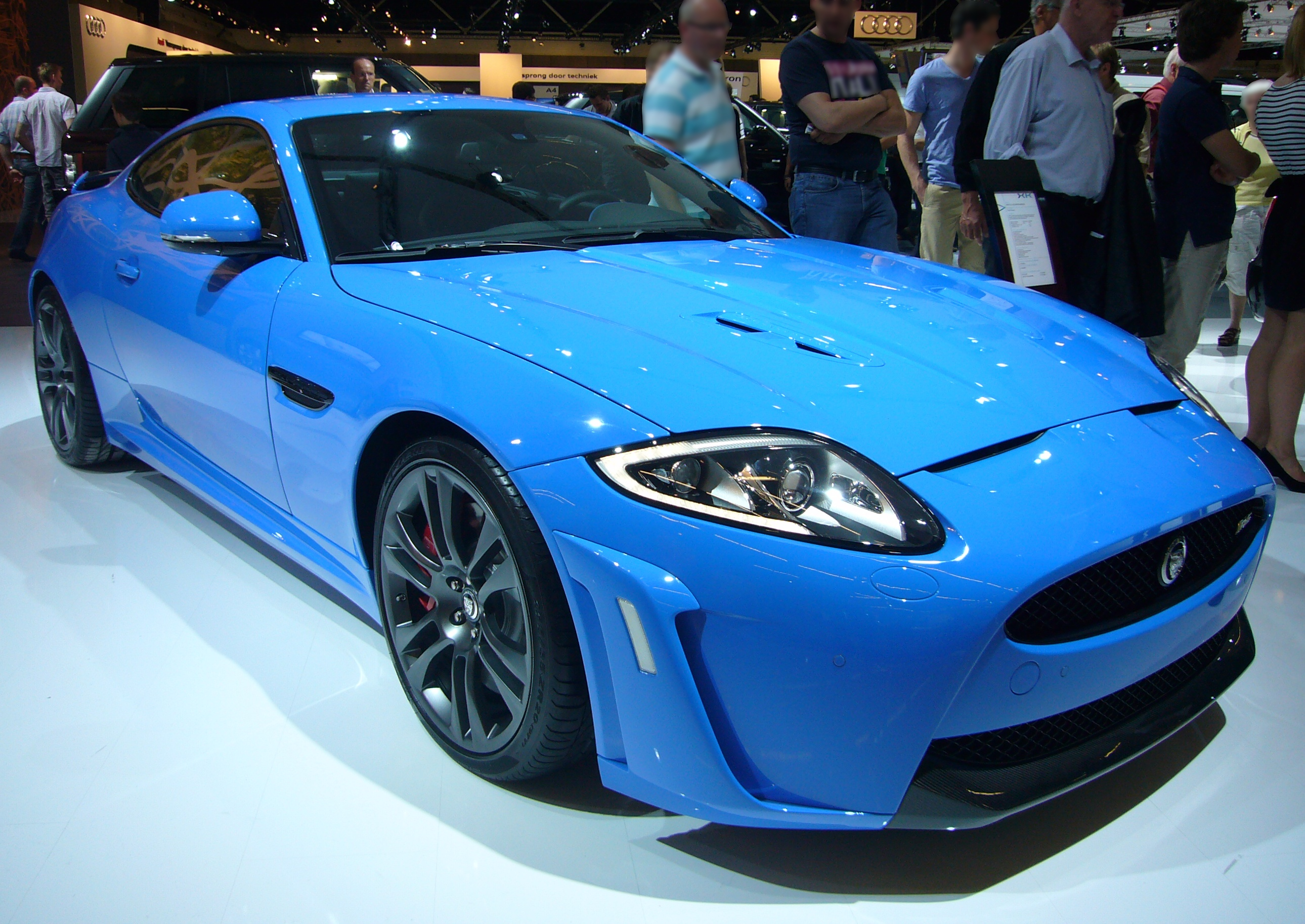
Jaguar XKR-S (2011–2014)
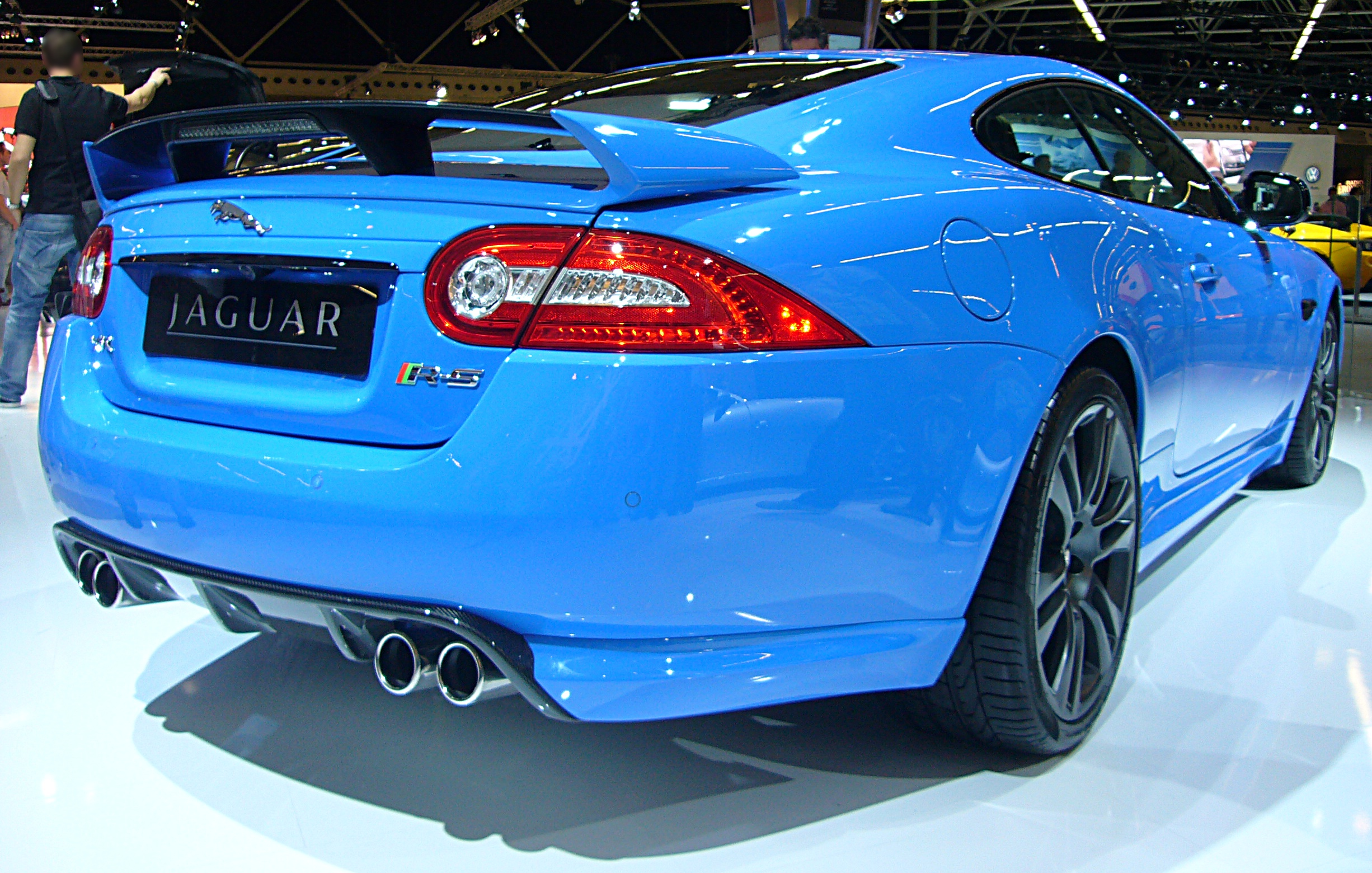
Heckansicht

## Motoren
Nachdem zunächst nur der XK 4.2 verfügbar war, kam im Sommer 2006 der Jaguar XKR mit Kompressoraufladung hinzu. Optisch ist die R-Version an einem Kühlergrill in Gitteroptik, zusätzlichen Entlüftungsöffnungen auf der Motorhaube, an Lufteinlässen in der Frontschürze zur Bremsenkühlung und an einer Abgasanlage mit zwei runden Doppelendrohren erkennbar.
Im Februar 2009 wurde der AJ-V8 Gen III mit 5,0 Litern eingeführt.

### Motoren (03/2006–02/2009)
| Modell                          | XK 3.5*                   | XK 4.2                   | XKR                      | XKR-S                    |
| ------------------------------- | ------------------------- | ------------------------ | ------------------------ | ------------------------ |
| Motorart                        | V8                        | V8                       | V8 Kompressor            | V8 Kompressor            |
| Motortyp                        | AJ-V8                     | AJ34                     | AJ34S                    | AJ34S                    |
| Hubraum                         | 3555 cm³                  | 4196 cm³                 | 4196 cm³                 | 4196 cm³                 |
| max. Leistung bei 1/min         | 190 kW (258 PS) bei 6200  | 219 kW (298 PS) bei 6000 | 306 kW (416 PS) bei 6250 | 306 kW (416 PS) bei 6250 |
| max. Drehmoment bei 1/min       | 353 Nm bei 4200           | 411 Nm bei 4100          | 560 Nm bei 4000          | 560 Nm bei 4000          |
| Beschleunigung, 0–100 km/h in s | 7,6 (7,8)                 | 6,2 (6,3)                | 5,2 (5,3)                | 5,2 (5,3)                |
| Höchstgeschwindigkeit in km/h   | 243 (Coupé), 238 (Cabrio) | 250 (abgeregelt)         | 250 (abgeregelt)         | 280 (abgeregelt)         |

* war ab Juli 2007 in Österreich und der Schweiz erhältlich, auf dem deutschen Markt auf 300 Exemplare limitiert.

### Motoren (02/2009–07/2014)
| Modell                           | XK                           | XKR                               | XKR 75 (Sonderedition)            | XKR-S                             |
| -------------------------------- | ---------------------------- | --------------------------------- | --------------------------------- | --------------------------------- |
| Datum                            | 02/2009–07/2014              | 02/2009–07/2014                   | 09/2011–07/2014                   | 09/2011–07/2014                   |
| Motorart                         | V8                           | V8 Kompressor                     | V8 Kompressor                     | V8 Kompressor                     |
| Motortyp                         | AJ133                        | AJ133S                            | AJ133S                            | AJ133S                            |
| Einbaulage                       | Vorn längs                   | Vorn längs                        | Vorn längs                        | Vorn längs                        |
| Ventile/Nockenwellen             | 4 pro Zylinder/4             | 4 pro Zylinder/4                  | 4 pro Zylinder/4                  | 4 pro Zylinder/4                  |
| Hubraum                          | 5000 cm³                     | 5000 cm³                          | 5000 cm³                          | 5000 cm³                          |
| Bohrung × Hub                    | 92,5 × 93,0 mm               | 92,5 × 93,0 mm                    | 92,5 × 93,0 mm                    | 92,5 × 93,0 mm                    |
| max. Leistung                    | 283 kW (385 PS) bei 6500/min | 375 kW (510 PS) bei 6000–6500/min | 390 kW (530 PS) bei 6000–6500/min | 404 kW (550 PS) bei 6000–6500/min |
| max. Drehmoment                  | 515 Nm bei 3500/min          | 625 Nm bei 2500–5500/min          | 655 Nm bei 2500–5500/min          | 680 Nm bei 2500–5500/min          |
| Beschleunigung, 0–100 km/h in s  | 5,2 [5,3]                    | 4,8                               | 4,6                               | 4,4                               |
| Höchstgeschwindigkeit, km/h      | 250 (abgeregelt)             | 250 (abgeregelt)                  | 280                               | 300 (abgeregelt)                  |
| Verbrauch Kombiniert in l/100 km | 11,2                         | 12,3                              | 12,3                              | 12,3                              |
| CO2-Emissionen in g/km           | 262                          | 292                               | 292                               | 292                               |
| Leergewicht in kg¹               | 1575 [1635]                  | 1753 [1800]                       | 1753                              | 1753                              |

¹ Daten in Klammern für Cabrios